# Ян Облак
Ян О́блак (словен. Jan Oblak; нар. 7 січня 1993, Шкоф'я-Лока) — словенський футболіст, воротар мадридського клубу «Атлетіко» та капітан збірної Словенії.

## Клубна кар'єра
Народився 7 січня 1993 року в місті Шкофя Лока. Розпочав свою кар'єру у рідному місті, граючи за «Лочан». У віці 10 років він перейшов в академію столичної «Олімпії». Відкинув пропозицію від італійського"Емполі" на користь англійського «Фулгема» в 2009 році, але в кінцевому підсумку залишився в Словенії, продовживши контракт до 2011 року.
Дебютував як професійний футболіст в сезоні 2009/10 у віці всього лише 16 років, пропустивши лише три гри чемпіонату Словенії, а «Олімпія» посіла четверте місце.
14 червня 2010 року Ян підписав контракт з португальською «Бенфікою», і відразу ж був відданий в оренду до іншої команди Ліги Сагріш «Бейра-Мар». Другу половину сезону 2010/11 також на правах оренди провів у «Ольяненсі», жодного разу не вийшовши на поле, при десяти попаданнях в заявку.
На сезон 2011/12 Облак знову на правах оренди перейшов в команду «Уніан Лейрія». Лише тут воротар дебютував у чемпіонаті 15 січня 2012 року в гостьовому матчі проти «Насьонала Фуншал», який закінчився нічиєю 2:2. Всього до кінця терміну оренди зіграв у 16 матчах чемпіонату, після чого також на правах оренди перейшов у «Ріу-Аве», в якому провів сезон 2012/13 в статусі основного воротаря клубу.
У липні 2013 року Облак не був присутній на передсезонній підготовці, стверджуючи, що у нього не було контракту з «Бенфікою». Пізніше в наступному місяці він продовжив контракт до 2018 року, описавши ситуацію як «непорозуміння».
Після декількох помилок досвідченого Артура Мораеса в сезоні 2013/14 тренер Жорже Жезуш дав шанс проявити себе Облаку. Ян відстояв кілька «сухих» матчів за клуб, зокрема в грі проти «Порту», яку «Бенфіка» виграла з рахунком 2:0, і матчу півфіналу Ліги Європи з «Ювентусом», який завершився безгольовою нічиєю. Пропустивши лише три голи в 13 матчах, Облак був нагороджений титулом найкращого воротаря чемпіонату.
14 липня 2014 року Облак перейшов в іспанський «Атлетіко». Трансфер голкіпера обійшовся столичному клубу в 13 млн євро.. Він потрапив в заявку на матчі виграного Суперкубка Іспанії проти «Реала», але обидві гри відстояв інший новачок «матрацників» Мігель Анхель Моя, який і став основним воротарем команди. 17 березня 2015 року в матчі Ліги чемпіонів проти німецького клубу «Баєр 04» Облак на 23-й хвилині вийшов на заміну замість травмованого Мої. «Атлетико» виграв з рахунком 1:0, відігравши таку ж виїзну поразку. Гра дійшла до серії пенальті, у якій Ян відбив удар Хакана Чалханоглу, а ще два удари гравців «Баєра» були вище воріт, завдяки чому «Атлетіко» виграло серію 11-метрових з рахунком 3:2 та пройшло далі. 21 березня Облак зіграв перший матч у Ла Лізі проти «Хетафе», який відстояв без пропущених м'ячів.
З сезону 2015/16 став основним воротарем столичного клубу. Наразі встиг відіграти за мадридський клуб 19 матчів у Ла-Лізі.
25 жовтня 2023 року матч групового етапу Ліги чемпіонів УЄФА проти «Селтіка» став для Облака 404-м у складі «Атлетіко» і за цим показником він зрівнявся з Фернандо Торресом, посівши 9-е місце в переліку гвардійців в історії клубу. 3 січня 2024 року в поєдинку Ла-Ліги проти «Жирони» зіграв свій 417-й матч за «Атлетіко» і зрівнявся за кількістю проведених матчів з 8-м гвардійцем в історії клубу Габі. 22 січня провів свій 421-й матч за «Атлетіко», зрівнявшись за цим показником з Хуаном Карлосом Артече

## Виступи за збірні
Протягом 2010–2013 років залучався до складу молодіжної збірної Словенії. На молодіжному рівні зіграв у 22 офіційних матчах.
11 вересня 2012 року дебютував в офіційних матчах у складі національної збірної Словенії у матчі проти збірної Норвегії (1:2) в рамках відбіркового турніру до чемпіонату світу 2014 року. Наразі провів у формі головної команди країни 6 матчів, пропустивши 4 голи.
| Дата       | Місто      | Господарі  | Результат | Гості    | Турнір            | Голи | Примітки |
| ---------- | ---------- | ---------- | --------- | -------- | ----------------- | ---- | -------- |
| 11-09-2012 | Осло       | Норвегія   | 2 – 1     | Словенія | Відбір до ЧС 2014 | -2   |          |
| 31-05-2013 | Білефельд  | Туреччина  | 0 – 2     | Словенія | товариський матч  | -    |          |
| 19-11-2013 | Цельє      | Словенія   | 1 – 0     | Канада   | товариський матч  | -    |          |
| 18-11-2014 | Любляна    | Словенія   | 0 – 1     | Колумбія | товариський матч  | -1   |          |
| 30-03-2015 | Доха       | Катар      | 1 – 0     | Словенія | товариський матч  | -1   |          |
| 12-10-2015 | Серравалле | Сан-Марино | 0 – 2     | Словенія | Відбір до ЧЄ 2016 | -1   |          |
| Усього     |            | Матчів     | 6         |          | Голів             | -4   |          |

## Титули і досягнення
- Чемпіон Португалії (1):

«Бенфіка»: 2013-14
- Володар Кубка Португалії (1):

«Бенфіка»: 2013-14
- Володар Кубка португальської ліги (1):

«Бенфіка»: 2013-14
- Володар Суперкубка Іспанії (1):

«Атлетіко»: 2014
- Володар Суперкубка УЄФА (1):

«Атлетіко»: 2018
- Переможець Ліги Європи (1):

«Атлетіко»: 2017-18
- Чемпіон Іспанії (1):

«Атлетіко»: 2020-21